# (12257) Lassine
(12257) Lassine (1989 GL4) – planetoida z pasa głównego asteroid okrążająca Słońce w ciągu 4,05 lat w średniej odległości 2,54 j.a. Została odkryta 3 kwietnia 1989 roku.